# Signy-l'Abbaye
Pour les articles homonymes, voir Signy.
Signy-l'Abbaye est une commune française et bureau centralisateur du canton du même nom, située dans le département des Ardennes en région Grand Est.

## Géographie

### Localisation
La localité est située dans les Ardennes, dans la région du Porcien et dans les crêtes préardennaises. Elle est baignée par la Vaux, affluent de l'Aisne. Il s'agit de la commune la plus étendue du département en superficie.
Librecy est un petit village dépendant administrativement de Signy-l'Abbaye.

### Hydrographie
La commune est traversée par la ligne de partage des eaux entre  les bassins hydrographiques Rhin-Meuse et Seine-Normandie. Elle est drainée par le Hurtaut, la Vaux, la Draize, le Plumion, le ruisseau de Mesmont, le Fossé 01 de la commune de Signy-L'Abbaye, le Fossé 02 de la commune de Signy-L'Abbaye, le Fossé 03 de la commune de Signy-L'Abbaye, la Vaux, le ruisseau de Malval, le cours d'eau 08 de la commune de Signy-L'Abbaye, le cours d'eau 12 de la commune de Signy-L'Abbaye, le cours d'eau 16 de la commune de Signy-L'Abbaye, le cours d'eau 17 de la commune de Signy-L'Abbaye, le cours d'eau 21 de la commune de Signy-L'Abbaye, le cours d'eau 28 de la commune de Signy-l'Abbaye, le cours d'eau 29 de la commune de Signy-l'Abbaye, le cours d'eau 30 de la commune de Signy-L'Abbaye, le cours d'eau 32 de la commune de Signy-L'Abbaye, le cours d'eau 37 de la commune de Signy-L'Abbaye, le cours d'eau 01 de Maimby, le cours d'eau 40 de la commune de Signy-l'Abbaye, le cours d'eau 41 de la commune de Signy-l'Abbaye, le cours d'eau 43 de la commune de Signy-L'Abbaye, le cours d'eau 04 de la commune de Lalobbe, le ruisseau de la Fontaine aux Poux, le cours d'eau 01 de Croanne, le Fossé 17 de la commune de Signy-L'Abbaye et divers autres petits cours d'eau,.
L'Hurtaut, d'une longueur de 38 km, prend sa source dans la commune, à 235 mètres d'altitude, et se jette  dans la Serre à Chaourse, après avoir traversé 17 communes. 
La Vaux, d'une longueur de 38 km, prend sa source dans la commune, à 236 m d'altitude, et se jette  dans l'Aisne à Taizy, à 68 m d'altitude, après avoir traversé 13 communes. 
La Draize, d'une longueur de 18 km, prend sa source dans la commune, à 198 m d'altitude, et se jette  dans la Vaux à Justine-Herbigny, à 84 m d'altitude, après avoir traversé cinq communes. 
Le Plumion, d'une longueur de 24 km, prend sa source dans la commune  et se jette  dans la Vaux à Arnicourt, après avoir traversé neuf communes. 
Le ruisseau de Mesmont, d'une longueur de 15 km, prend sa source dans la commune  et se jette  dans le Plumion à Sery, après avoir traversé sept communes. 

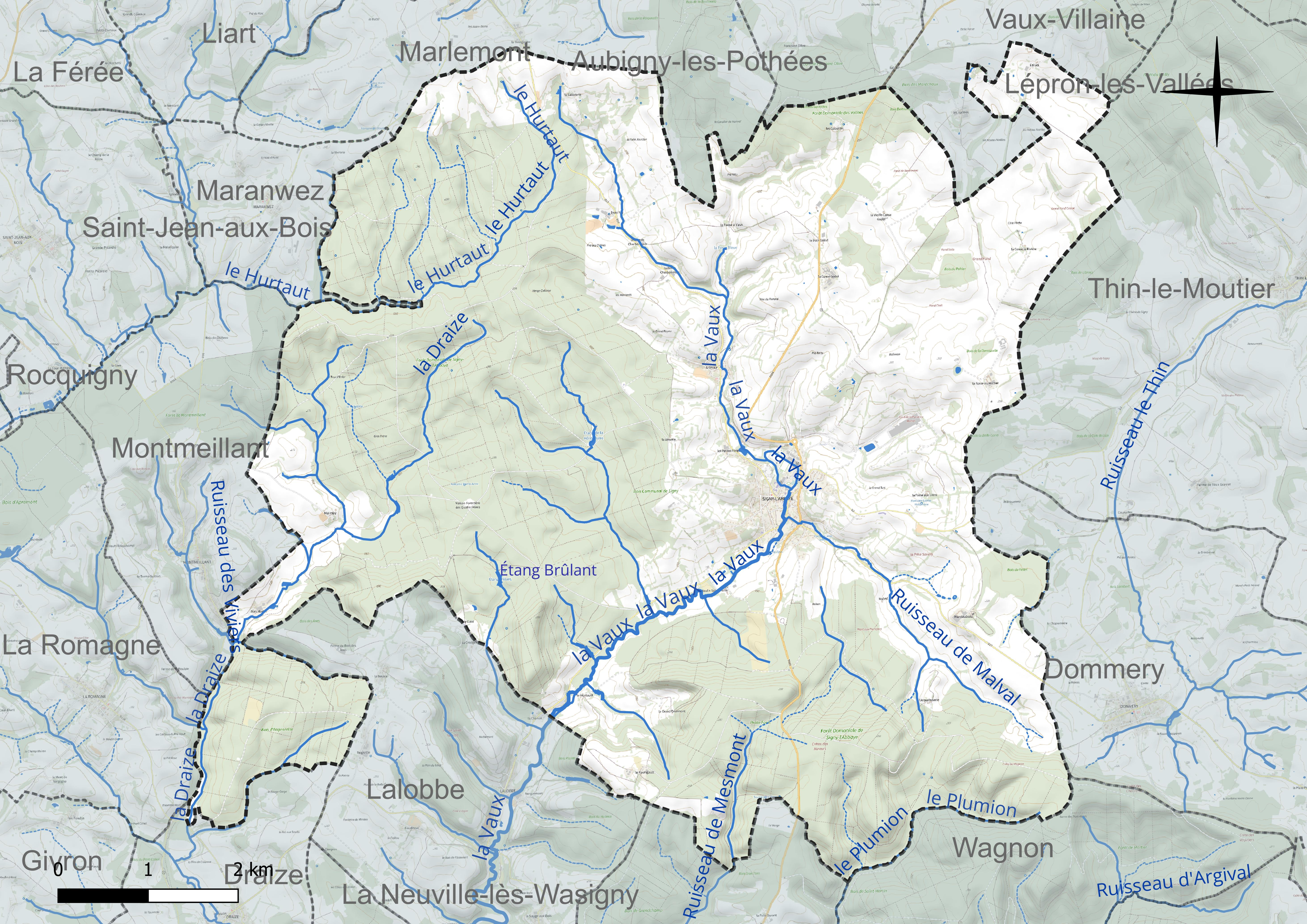
Réseau hydrographique de Signy-l'Abbaye.

Deux plans d'eau complètent le réseau hydrographique : l'étang Brûlant (0,5 ha) et l'étang de la Héronnière (0,8 ha),.

### Climat
Pour des articles plus généraux, voir Climat du Grand Est et Climat des Ardennes.
En 2010, le climat de la commune est de type climat des marges montargnardes, selon une étude du Centre national de la recherche scientifique s'appuyant sur une série de données couvrant la période 1971-2000. En 2020, Météo-France publie une typologie des climats de la France métropolitaine dans laquelle la commune est exposée à un climat océanique altéré et est dans la région climatique  Nord-est du bassin Parisien, caractérisée par un ensoleillement médiocre, une pluviométrie moyenne régulièrement répartie au cours de l’année et un hiver froid (3 °C). 
Pour la période 1971-2000, la température annuelle moyenne est de 10 °C, avec une amplitude thermique annuelle de 15,5 °C. Le cumul annuel moyen de précipitations est de 901 mm, avec 13 jours de précipitations en janvier et 9,4 jours en juillet. Pour la période 1991-2020, la température moyenne annuelle observée sur la station météorologique installée sur la commune est de 10,2 °C et le cumul annuel moyen de précipitations est de 1 060,5 mm. 
La température maximale relevée sur cette station est de 40 °C, atteinte le 25 juillet 2019 ; la température minimale est de −20,5 °C, atteinte le 17 janvier 1985,,. 
| Mois                                  | jan.             | fév.             | mars             | avril           | mai           | juin            | jui.           | août           | sep.          | oct.          | nov.             | déc.             | année      |
| ------------------------------------- | ---------------- | ---------------- | ---------------- | --------------- | ------------- | --------------- | -------------- | -------------- | ------------- | ------------- | ---------------- | ---------------- | ---------- |
| Température minimale moyenne (°C)     | −0,7             | −0,7             | 1,4              | 3,5             | 7,4           | 10,3            | 12,3           | 11,9           | 8,7           | 6,2           | 2,7              | 0,2              | 5,3        |
| Température moyenne (°C)              | 2,5              | 3,1              | 6,5              | 9,8             | 13,6          | 16,5            | 18,5           | 18,1           | 14,4          | 10,6          | 5,9              | 3                | 10,2       |
| Température maximale moyenne (°C)     | 5,5              | 6,9              | 11,7             | 16              | 19,7          | 22,7            | 24,7           | 24,3           | 20,1          | 14,9          | 9,1              | 5,8              | 15,1       |
| Record de froid (°C) date du record   | −20,5 17.01.1985 | −15,2 07.02.1991 | −14,8 05.03.1971 | −8,2 21.04.1991 | −3 03.05.21   | −0,2 01.06.1975 | 3,2 01.07.1984 | 1,7 30.08.1993 | −3 16.09.1971 | −5,9 24.10.03 | −11,5 24.11.1998 | −14,6 31.12.1968 | −20,5 1985 |
| Record de chaleur (°C) date du record | 14,6 29.01.1966  | 22 26.02.19      | 25,5 31.03.21    | 29,3 25.04.07   | 32,5 28.05.17 | 35,8 30.06.1976 | 40 25.07.19    | 37,5 08.08.20  | 34,5 15.09.20 | 26,3 02.10.23 | 19,5 05.11.15    | 15,1 30.12.22    | 40 2019    |
| Précipitations (mm)                   | 112,6            | 90,1             | 81,6             | 61,7            | 77,4          | 71,9            | 79,1           | 83,7           | 73,5          | 96            | 99,6             | 133,3            | 1 060,5    |

| Diagramme climatique                                  |             |             |           |             |              |              |              |             |           |            |             |
| J                                                     | F           | M           | A         | M           | J            | J            | A            | S           | O         | N          | D           |
| 5,5−0,7112,6                                          | 6,9−0,790,1 | 11,71,481,6 | 163,561,7 | 19,77,477,4 | 22,710,371,9 | 24,712,379,1 | 24,311,983,7 | 20,18,773,5 | 14,96,296 | 9,12,799,6 | 5,80,2133,3 |
| Moyennes : • Temp. maxi et mini °C • Précipitation mm |             |             |           |             |              |              |              |             |           |            |             |

Les paramètres climatiques de la commune ont été estimés pour le milieu du siècle (2041-2070) selon différents scénarios d'émission de gaz à effet de serre à partir des nouvelles projections climatiques de référence DRIAS-2020. Ils sont consultables sur un site dédié publié par Météo-France en novembre 2022.

## Urbanisme

### Typologie
Au 1er janvier 2024, Signy-l'Abbaye est catégorisée bourg rural, selon la nouvelle grille communale de densité à 7 niveaux définie par l'Insee en 2022.
Elle est située hors unité urbaine. Par ailleurs la commune fait partie de l'aire d'attraction de Charleville-Mézières, dont elle est une commune de la couronne,. Cette aire, qui regroupe 132 communes, est catégorisée dans les aires de 50 000 à moins de 200 000 habitants,.

### Occupation des sols
L'occupation des sols de la commune, telle qu'elle ressort de la base de données européenne d’occupation biophysique des sols Corine Land Cover (CLC), est marquée par l'importance des forêts et milieux semi-naturels (52,1 % en 2018), une proportion sensiblement équivalente à celle de 1990 (52,3 %). La répartition détaillée en 2018 est la suivante : 
forêts (52,1 %), prairies (37,5 %), terres arables (4,8 %), zones agricoles hétérogènes (3,1 %), zones urbanisées (1,5 %), zones industrielles ou commerciales et réseaux de communication (1,1 %). L'évolution de l’occupation des sols de la commune et de ses infrastructures peut être observée sur les différentes représentations cartographiques du territoire : la carte de Cassini (XVIIIe siècle), la carte d'état-major (1820-1866) et les cartes ou photos aériennes de l'IGN pour la période actuelle (1950 à aujourd'hui).

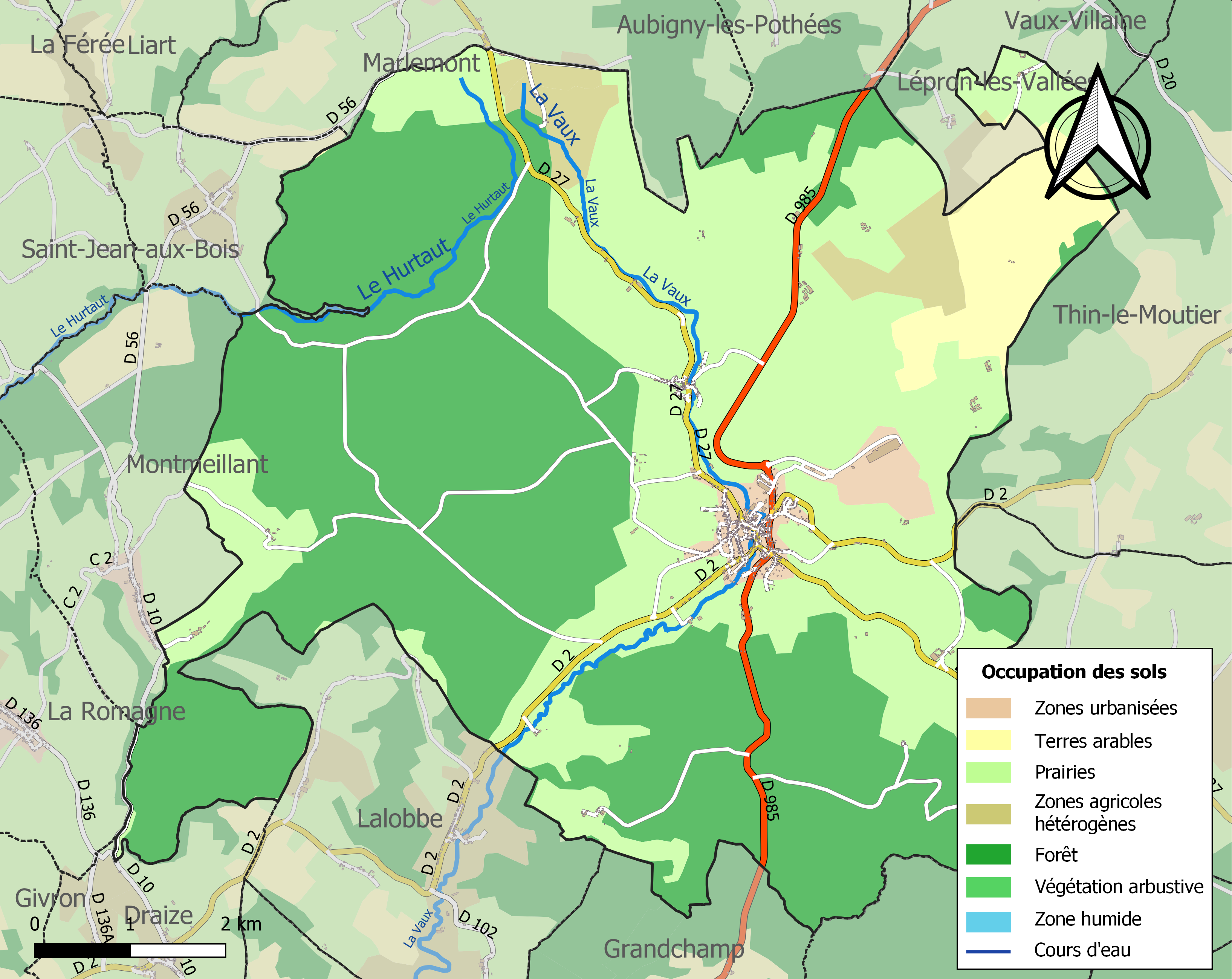
Carte des infrastructures et de l'occupation des sols de la commune en 2018 (CLC).

## Histoire
L’abbaye de Signy, de l’ordre de Cîteaux, a été fondée en 1135: un groupe de moines venant de l'abbaye d'Igny s'installèrent à Signy sous la direction de saint Bernard (Bernard de Clairvaux: 1090-1153). Parmi les témoins de sa charte de fondation figurent Nicolas II de Rumigny, Henri, comte de Grandpré, Guillaume de Montcornet, Raoul de Hardoncelle (commune de Remilly-les-Pothées, canton de Renwez) et Rigaud d’Aussonce (commune du canton de Juniville) et de Gui, son fils.
À cette époque, Arnould de Morialmé (Morialmé se situe au centre de l’Entre-Sambre-et-Meuse, Belgique), qui était entré en 1113 à l’abbaye Saint-Nicaise de Reims, après avoir abandonné à celle-ci de nombreux biens (soit une partie des villages de Morialmé, Senzeilles, Soumoy, Dampremy, Florennes et Auvelais) se retire au monastère de Signy où il finit ses jours.
Au cours de la Révolution française, la commune porta provisoirement le nom de Signy-Librecy ; ce nom fut remplacé, sous le Consulat, par celui de Signy-le-Grand puis la commune reprit le nom de Signy-l'Abbaye sous le premier Empire, en souvenir de l'abbaye qui fut à l'origine de l'agglomération.

### Librecy
Dans le hameau de Librecy se trouvent une église, un lavoir, un moulin à eau, une ancienne école.

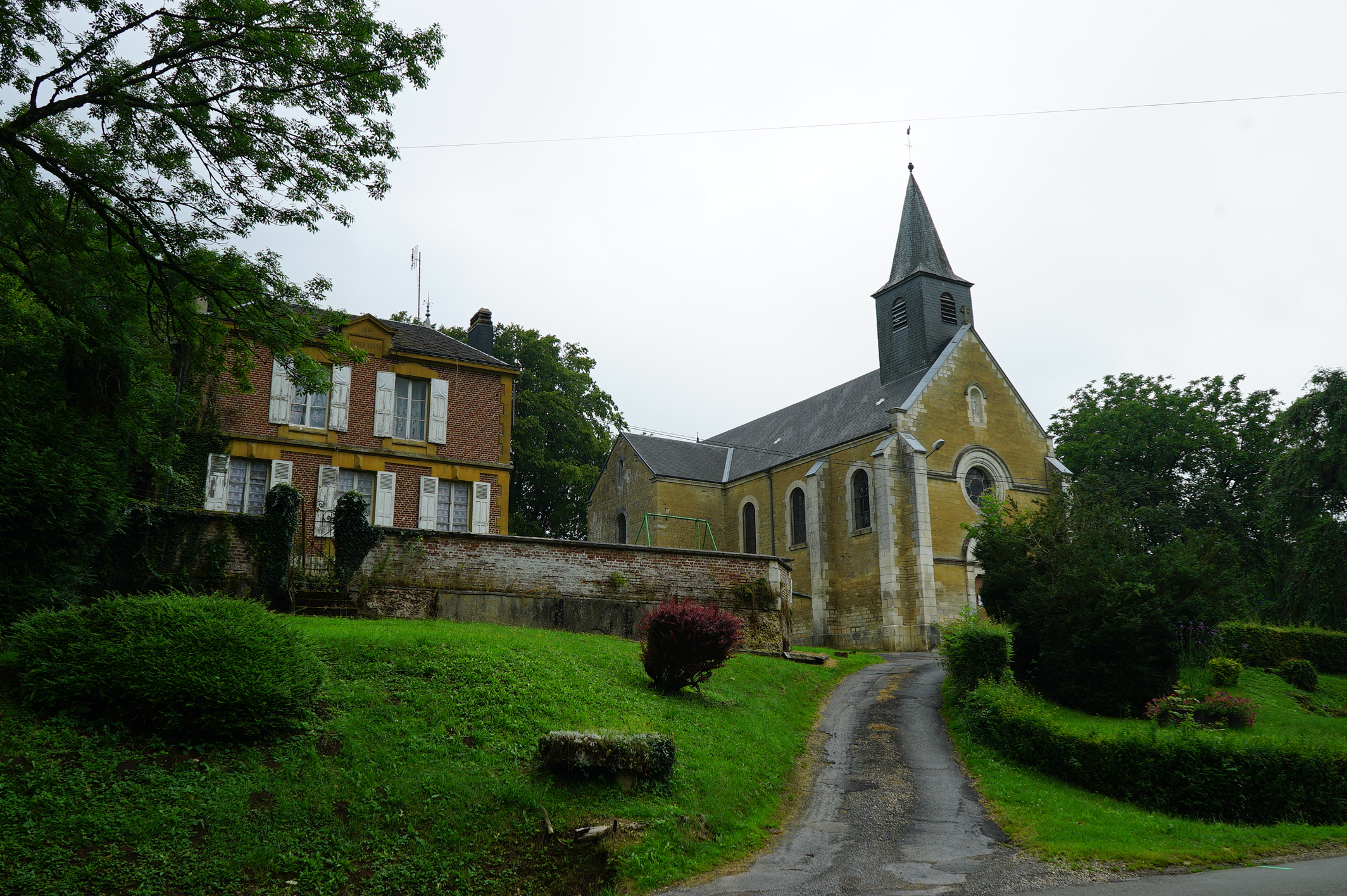
Église et ancienne école de Librecy.

## Politique et administration
Le village a une école maternelle, une école élémentaire, un collège, une médiathèque Yves-Coppens, un bureau de poste et un pôle multiservices.

### Liste des maires
| Période                                  | Période     | Identité                                          | Étiquette   | Qualité                         |
| ---------------------------------------- | ----------- | ------------------------------------------------- | ----------- | ------------------------------- |
| juin 2020                                | En cours    | Jean-Paul Dosière                                 |             | Chef d'entreprises              |
| mars 2008                                | 2020        | Alain Devillard                                   | UMP         | Professeur retraité             |
| mars 2001                                | mars 2008   | Jean-Pierre Gres                                  | DVD         | Pharmacien                      |
| mars 1983                                | mars 2001   | Pierre Faille                                     | DVD         | Agriculteur, conseiller général |
| 1977                                     | 1983        | Jean Galichet                                     | PS          | Professeur                      |
|                                          | 1977        | Louis Lebrun                                      | DVG puis PS | Horloger                        |
| 1896?                                    | après 1896? | BARTHÉLEMY Louis André                            |             |                                 |
| 1869                                     | après 1870  | BERTHÉLEMY Jean-Baptiste Athanase                 |             | Conseiller général              |
| 1849                                     | après 1849  | BARTHÉLEMY Jean-Baptiste Athanase                 |             |                                 |
| 1840                                     | 1841        | Pierre Louis Barthélémy                           |             |                                 |
|                                          | 1837        | Thomas Marcel Grenier                             |             |                                 |
| 1824                                     | 1832        | Pierre Joseph Larue                               |             |                                 |
| 1822 ?                                   |             | Jean Baptiste Paquier                             |             |                                 |
| 1819 ?                                   |             | Pierre Nicolas de Meaux, chevalier de Saint-Louis |             |                                 |
| 1816 ?                                   |             | Jean Louis Doyen                                  |             |                                 |
| 1813 ?                                   | 1815 ?      | Séraphin François Grenier                         |             |                                 |
| Les données manquantes sont à compléter. |             |                                                   |             |                                 |

## Démographie
L'évolution du nombre d'habitants est connue à travers les recensements de la population effectués dans la commune depuis 1793. Pour les communes de moins de 10 000 habitants, une enquête de recensement portant sur toute la population est réalisée tous les cinq ans, les populations de référence des années intermédiaires étant quant à elles estimées par interpolation ou extrapolation. Pour la commune, le premier recensement exhaustif entrant dans le cadre du nouveau dispositif a été réalisé en 2006.

En 2022, la commune comptait 1 346 habitants, en évolution de −1,9 % par rapport à 2016 (Ardennes : −2,97 %, France hors Mayotte : +2,11 %).
| 1793  | 1800  | 1806  | 1821  | 1831  | 1836  | 1841  | 1846  | 1851  |
| ----- | ----- | ----- | ----- | ----- | ----- | ----- | ----- | ----- |
| 2 118 | 2 344 | 2 295 | 2 538 | 2 547 | 2 980 | 3 141 | 3 205 | 3 173 |

| 1866  | 1872  | 1876  | 1881  | 1886  | 1891  | 1896  | 1901  | 1906  |
| ----- | ----- | ----- | ----- | ----- | ----- | ----- | ----- | ----- |
| 2 962 | 2 818 | 2 907 | 2 903 | 2 851 | 2 858 | 2 583 | 2 383 | 2 263 |

| 1911  | 1921  | 1926  | 1931  | 1936  | 1946  | 1954  | 1962  | 1968  |
| ----- | ----- | ----- | ----- | ----- | ----- | ----- | ----- | ----- |
| 2 138 | 2 004 | 1 868 | 1 743 | 1 705 | 1 818 | 1 729 | 1 779 | 1 711 |

| 1975  | 1982  | 1990  | 1999  | 2006  | 2011  | 2016  | 2021  | 2022  |
| ----- | ----- | ----- | ----- | ----- | ----- | ----- | ----- | ----- |
| 1 672 | 1 493 | 1 422 | 1 340 | 1 365 | 1 355 | 1 372 | 1 349 | 1 346 |

## Culture locale et patrimoine

### Lieux et monuments
- Abbaye Notre-Dame de Signy, aujourd'hui disparue ;
- Église Saint-Michel de Signy-l'Abbaye ;
- Église Saint-Médard de Librecy.
- Chapelle du château de Montaubois.
- Chapelle Sainte-Philomène de la Fosse aux Lions.

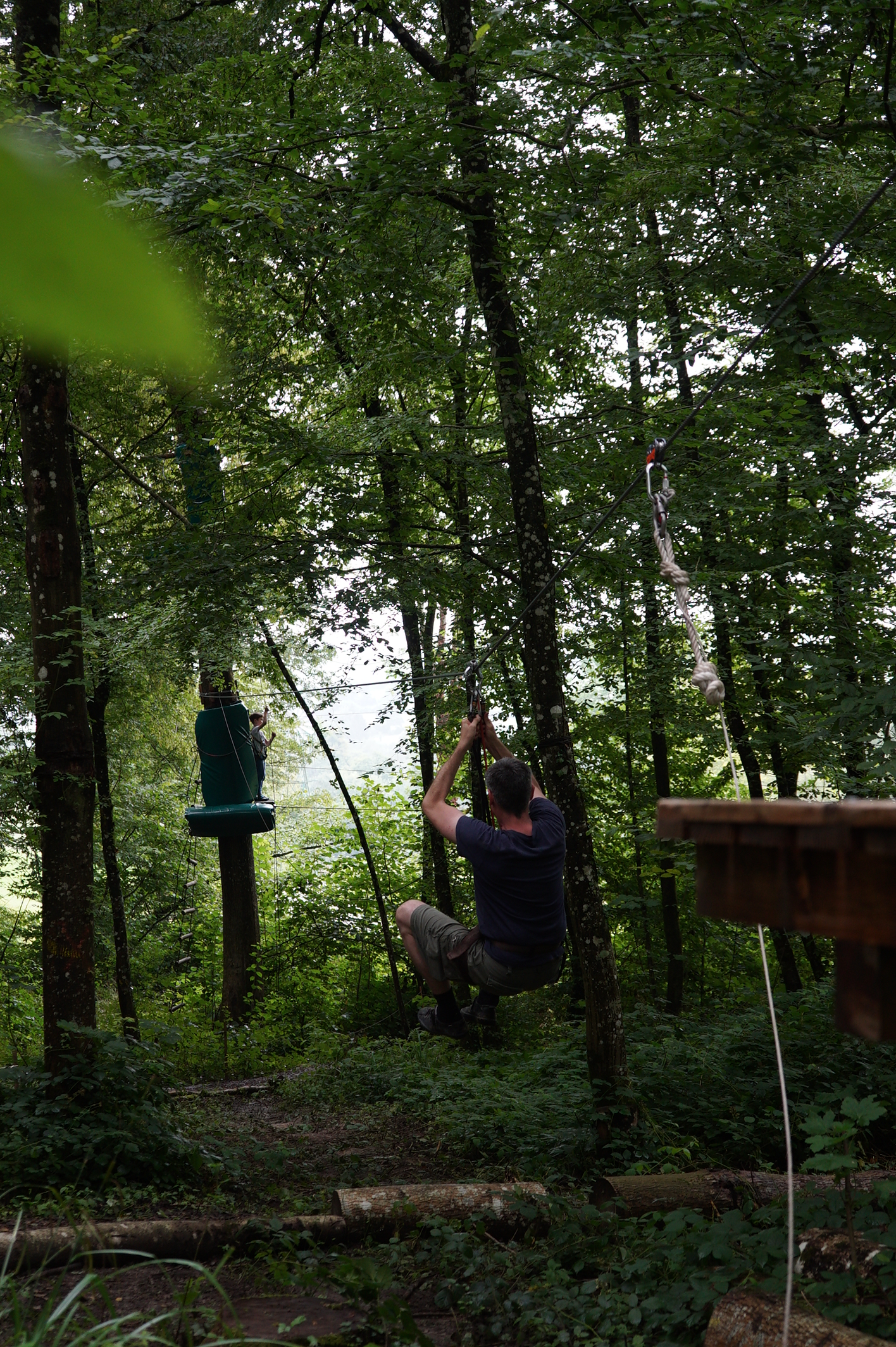
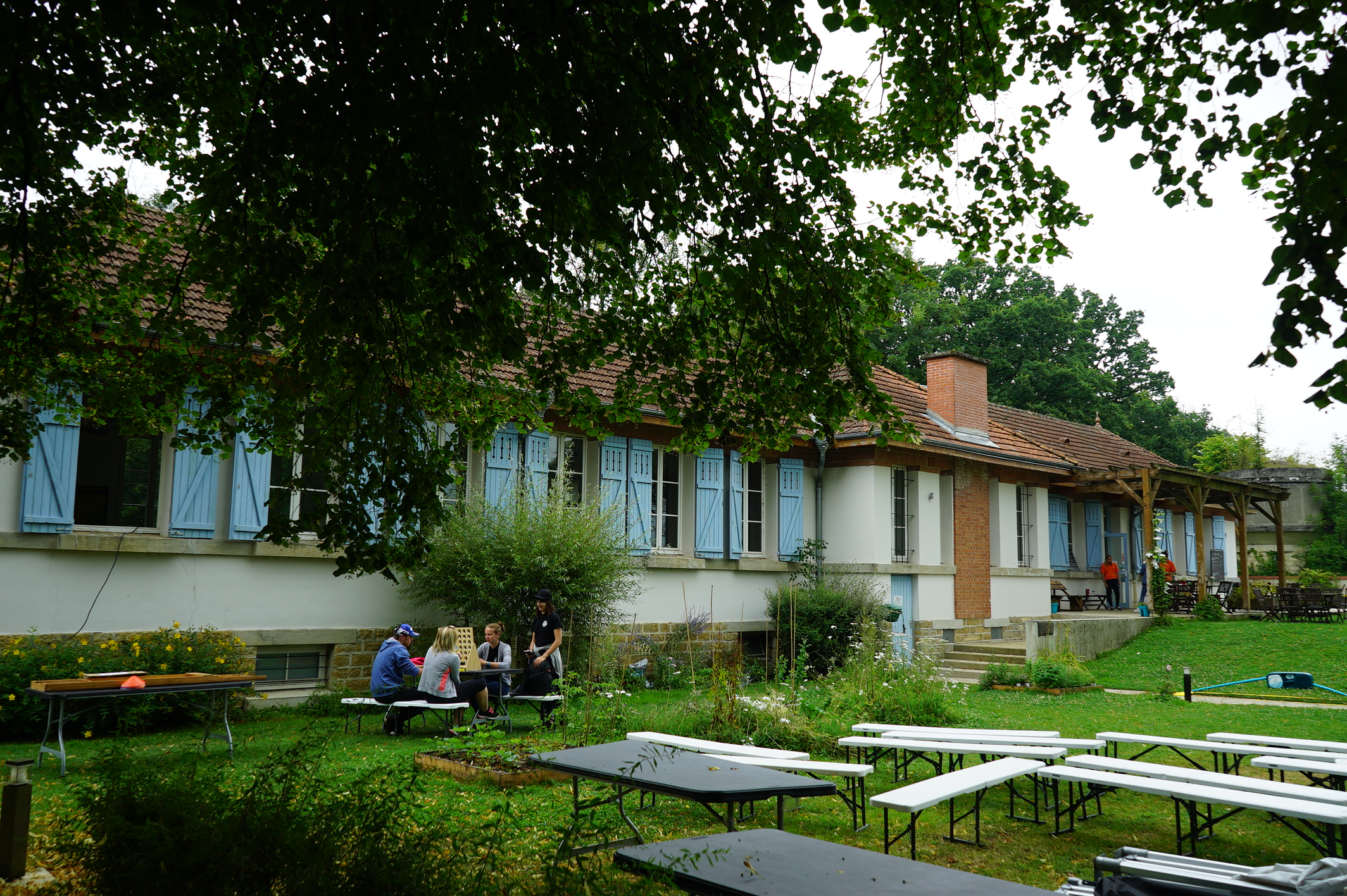
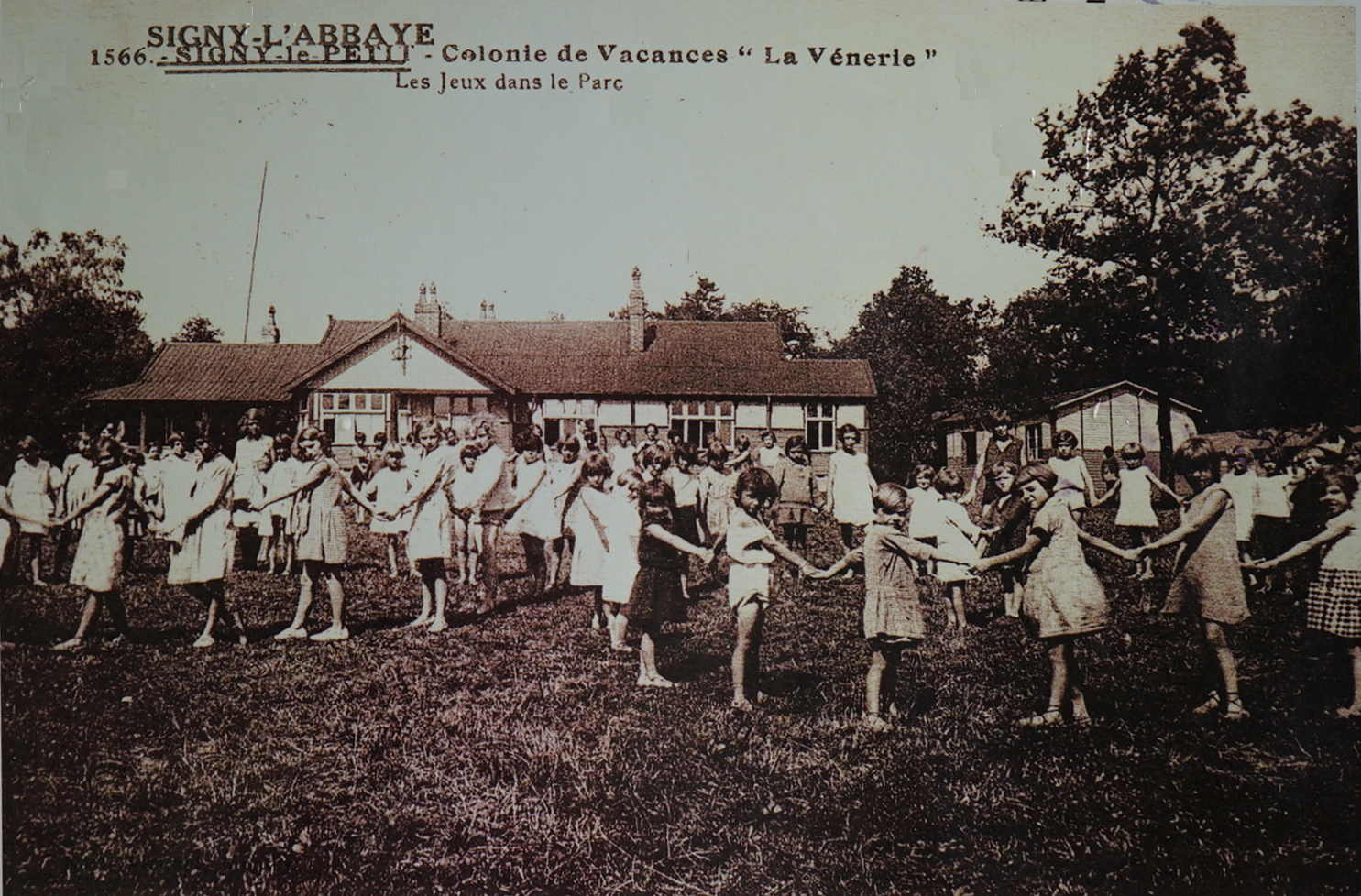
Ancienne colonie de vacances.

- La Vénerie, avec son parc d'activités sportives et dans les arbres qui fut un relais de chasse fin XIXe siècle, puis une colonie de vacances au XXe siècle.
- Le cimetière municipal avec ses tombes de militaires roumains, de Grande-Bretagne et français ;
- Le Château de Montaubois à Signy-L'Abbaye - chambres d'hôtes
- Cadran solaire ou sphère armillaire, réalisée par l'association locale (club d'astronomie)[27] ;
- Le moulin de Librecy ;
- La forêt de Signy, forêt domaniale qui s'étend sur plusieurs communes.

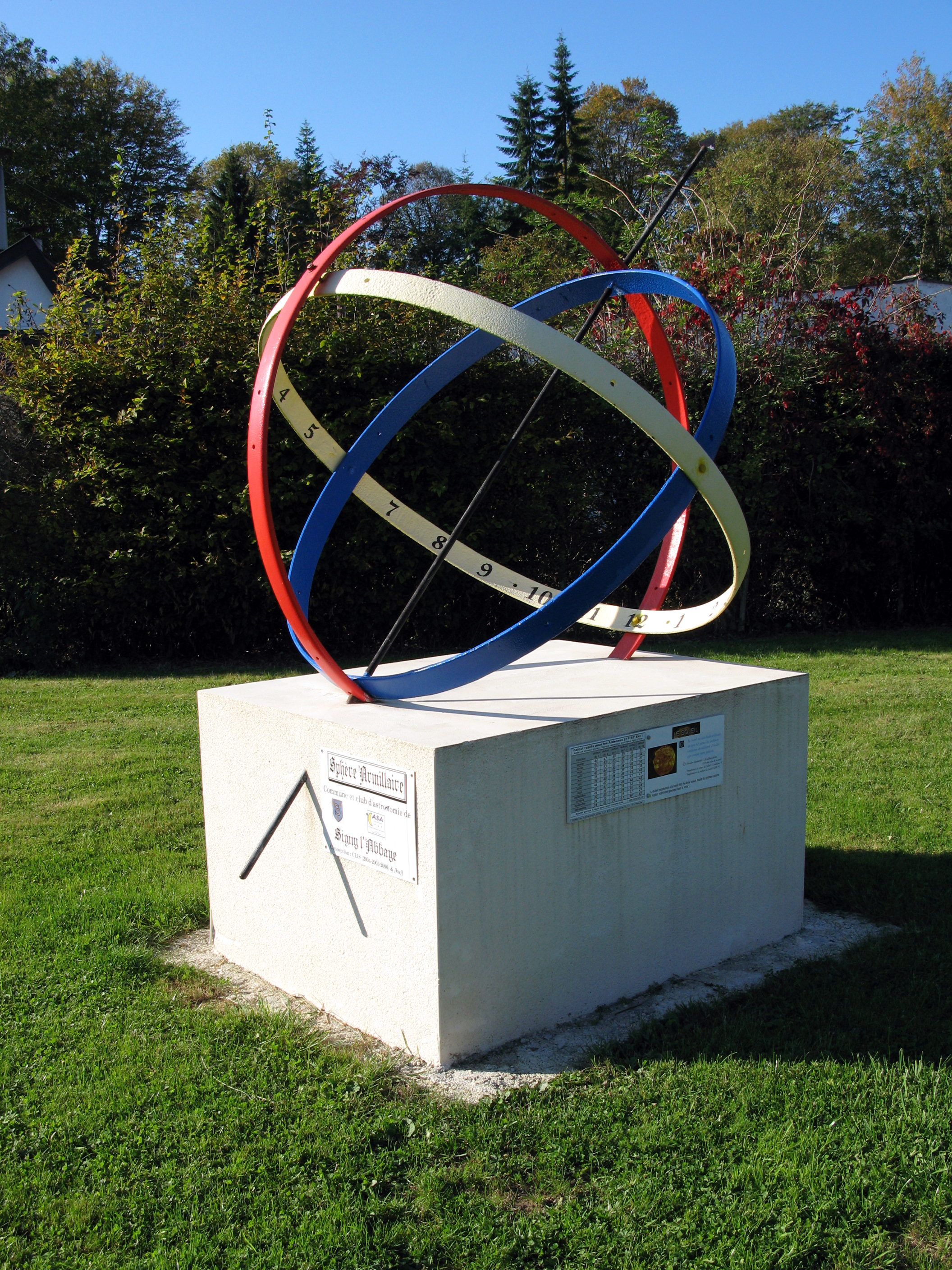
Sphère armillaire.
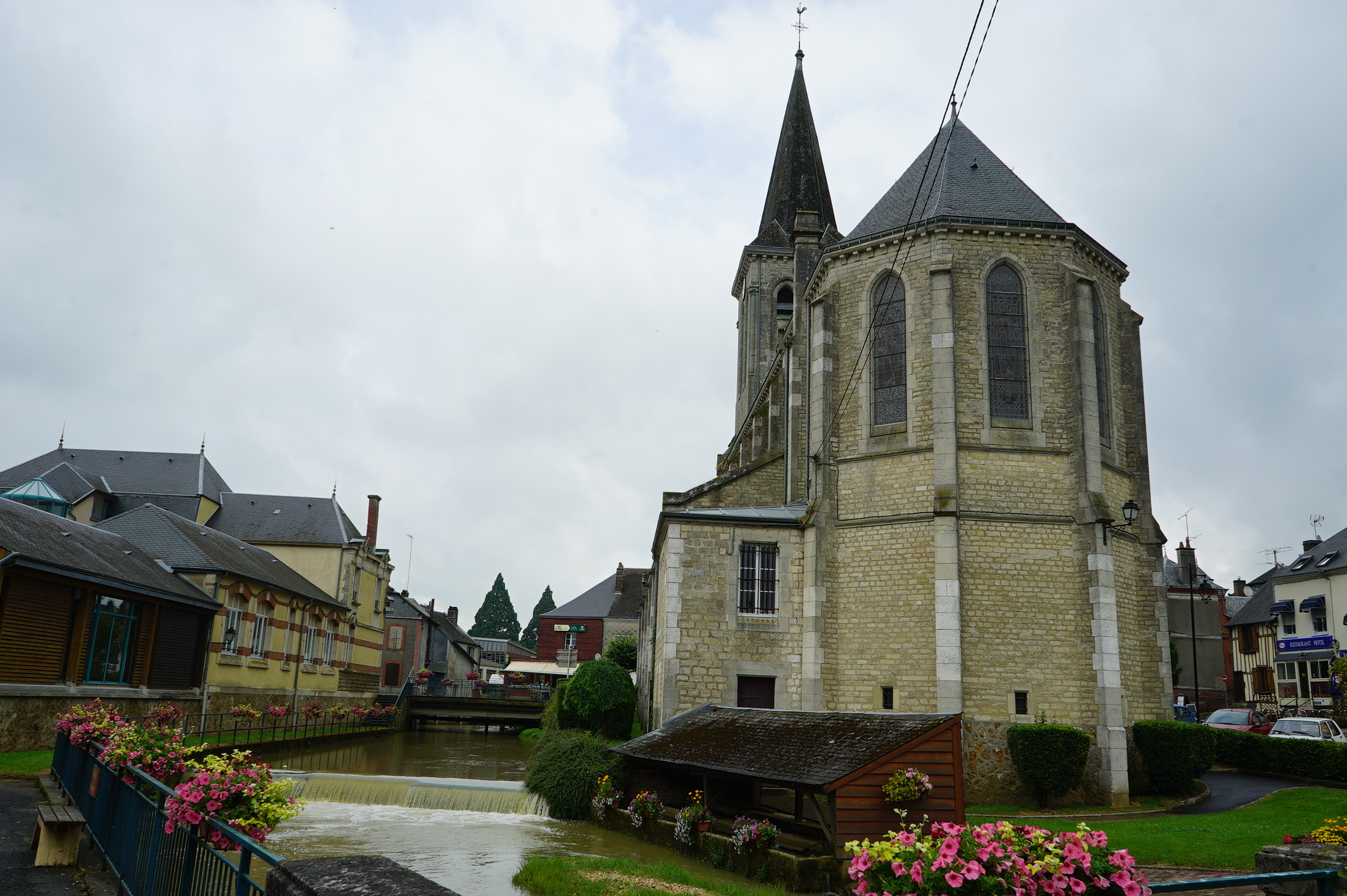
Église Saint-Michel avec son lavoir sur la Vaux.
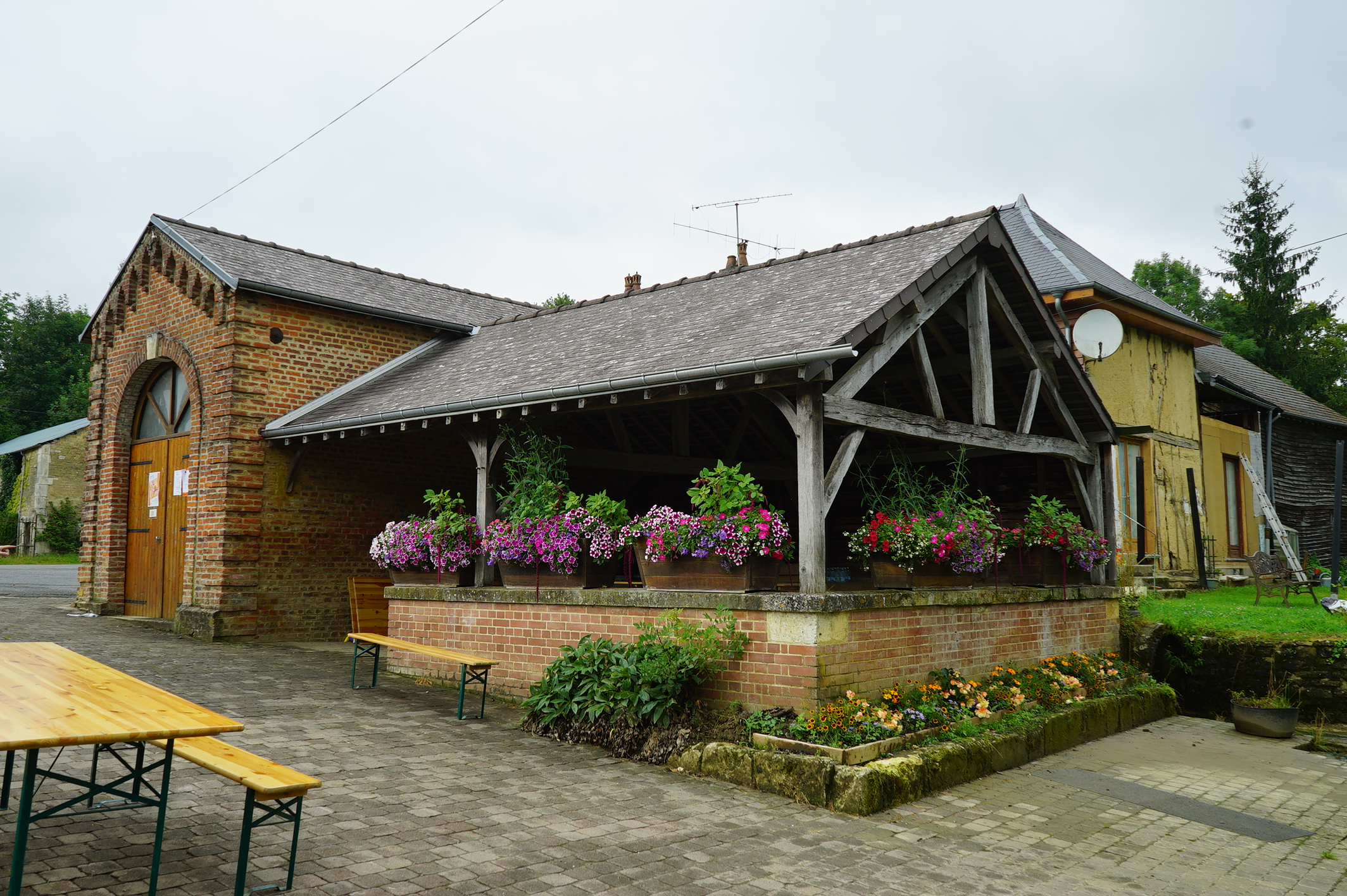
Lavoir de Librecy.
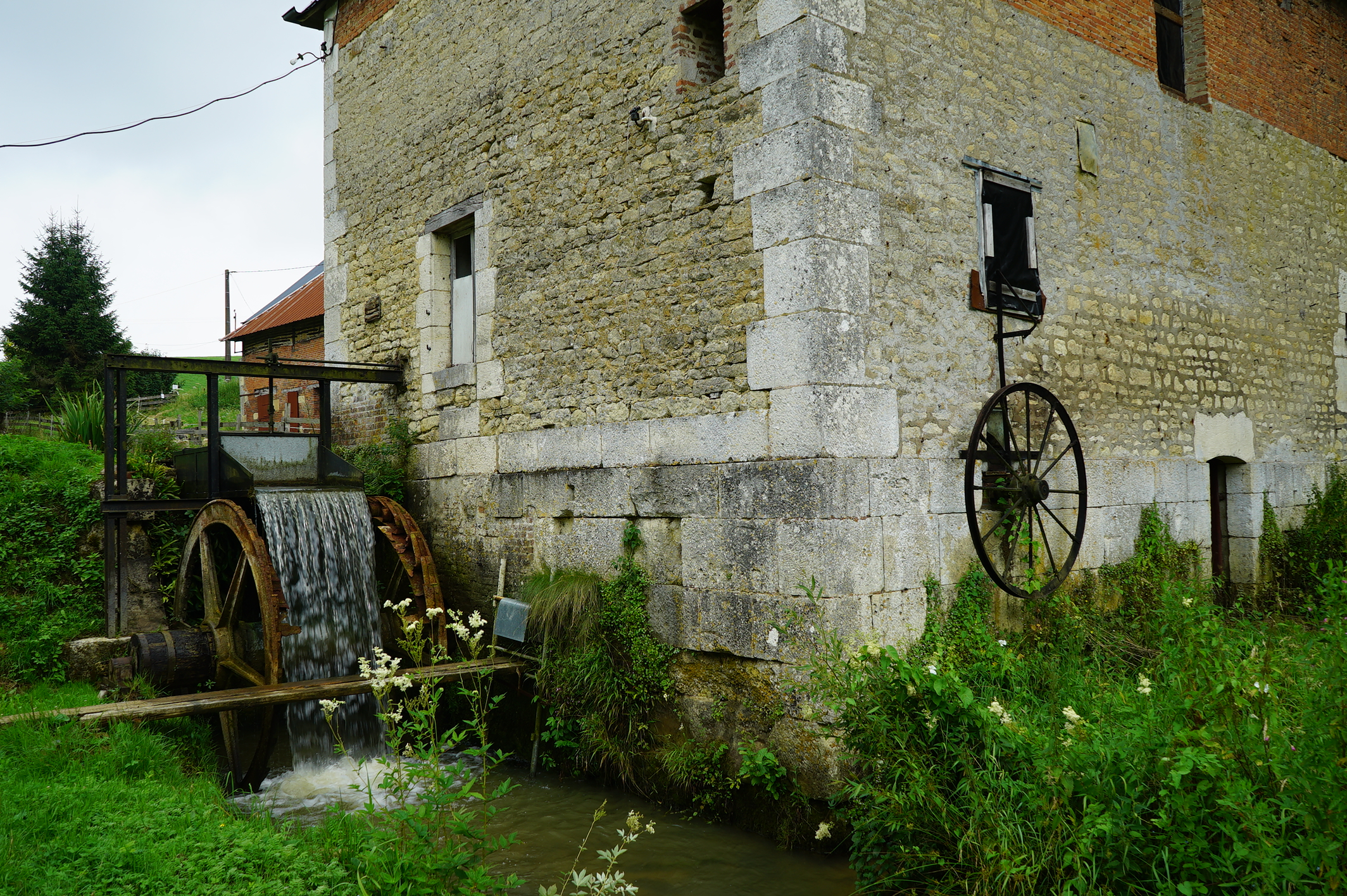
Le moulin de Librecy.
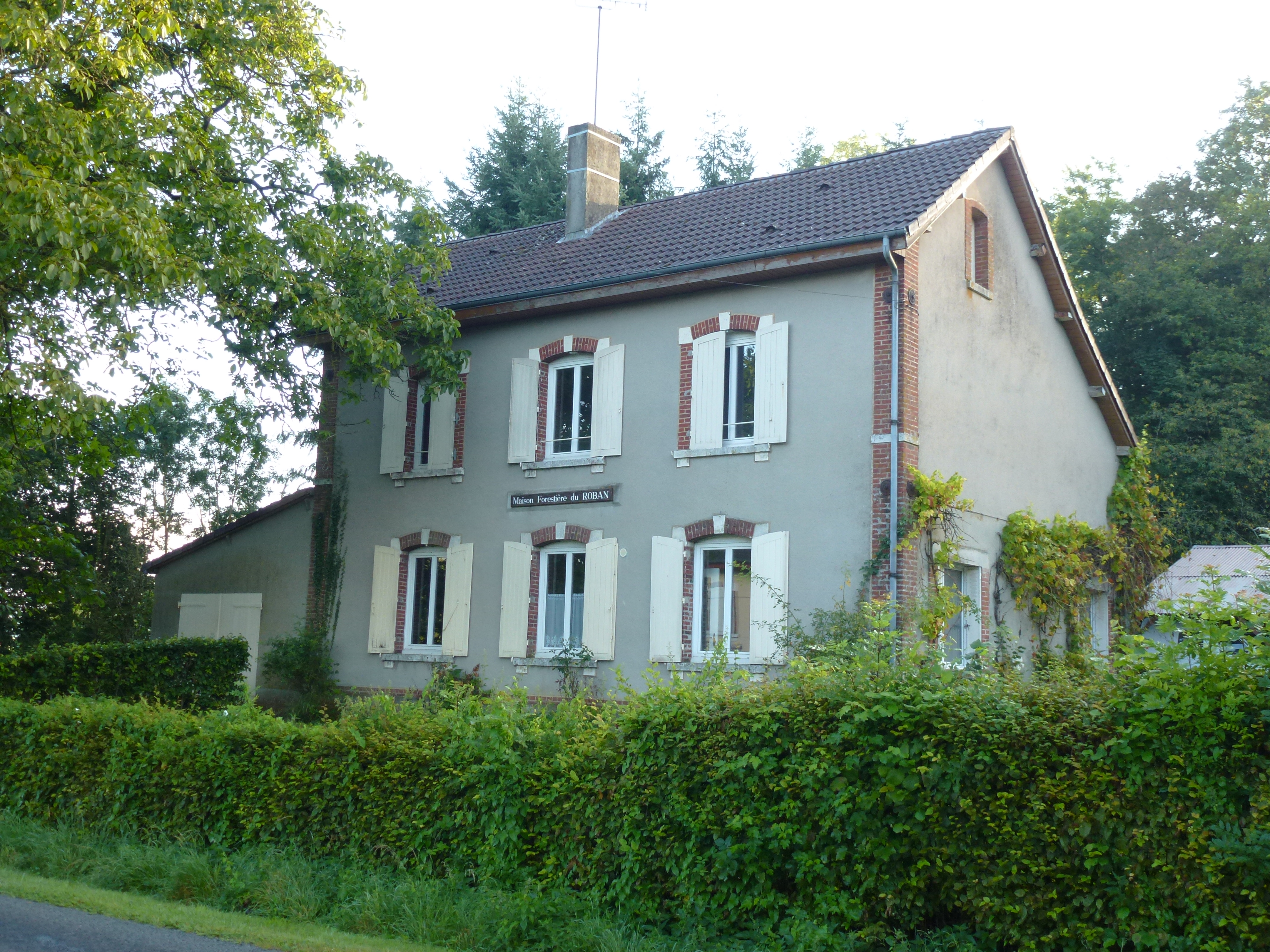
Maison forestière du Roban (Petite Forêt).
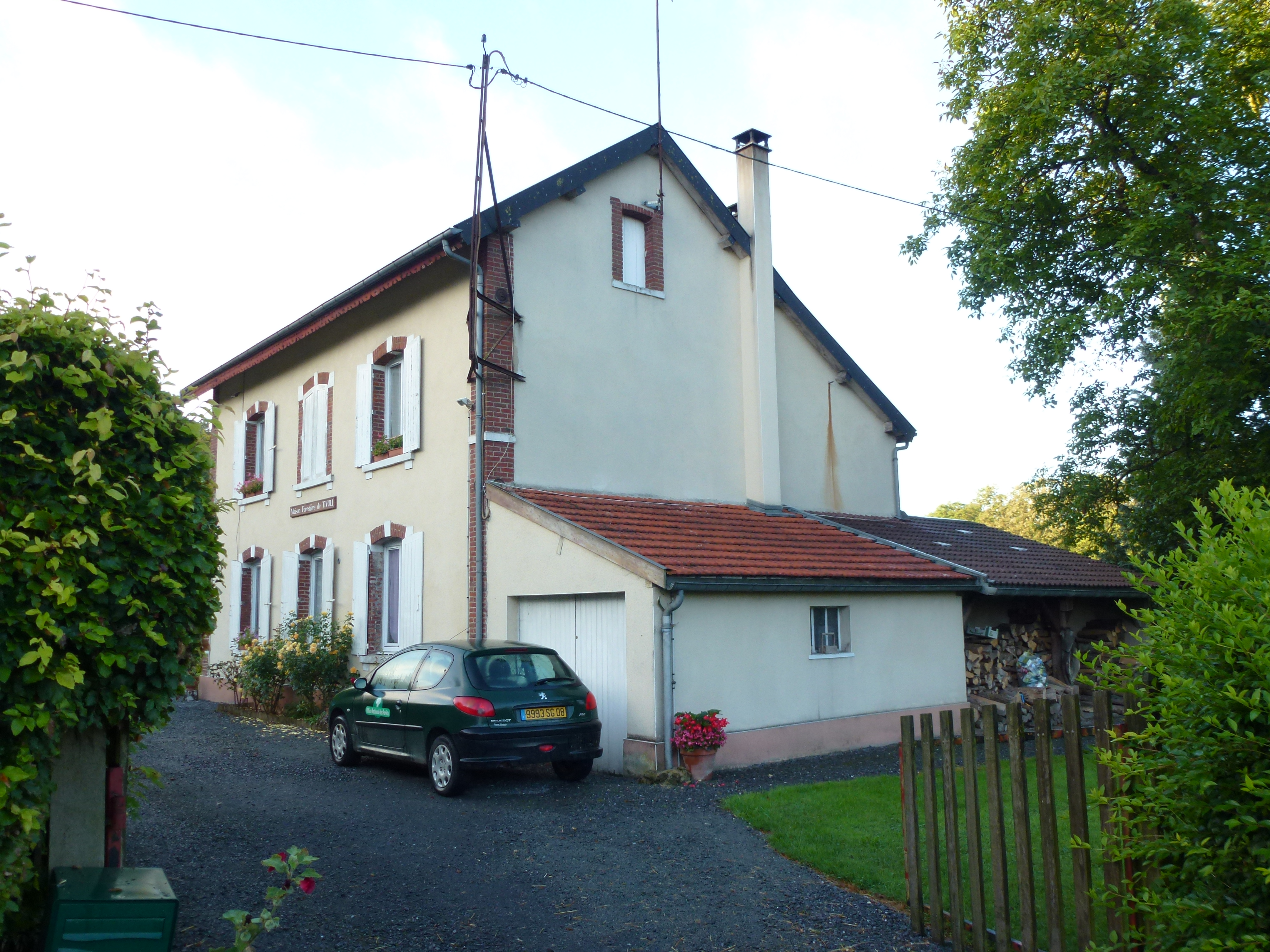
Maison forestière de Tivoli (Petite Forêt).

### Personnalités liées à la commune
- Ladislas-Xavier Gorecki (1846-1904), s'y établit médecin en 1872, et s'y marie, avant de s’installer à Paris en 1873.
- Achille Paroche (1868-1933), tireur et médaillé olympique y est mort.
- Marie-Thérèse Noblet (1889-1930), est une missionnaire française en Papouasie et une des miraculées de Lourdes.
- Yves Coppens1934-2022), est un paléoanthropologue de renommée mondiale qui vient tous les ans en villégiature dans la commune depuis les années 1990[28],[29]
- André Velter (1945-), poète, essayiste et homme de radio, y est né.

### Héraldique
| Armes de Signy-l'Abbaye | Les armes de Signy-l'Abbaye se blasonnent ainsi : D'azur à la lettre capitale S d'or (d'argent), accompagnée de trois roses du même, à la filière d'or. |

## Jumelages
- Albig (Rhénanie-Palatinat).